# Farní sbor Českobratrské církve evangelické v Jablonci nad Nisou
Farní sbor Českobratrské církve evangelické v Jablonci nad Nisou je sborem Českobratrské církve evangelické v Jablonci nad Nisou. Sbor spadá pod Liberecký seniorát.
Farářem sboru je Ondřej Titěra a kurátorem sboru je Přemysl Polák.

## Faráři sboru
seznam je neúplný
- Josef Šplíchal (1952–1954)
- Richard Firbas (1954–1997)
- Tomáš Matějovský (1998–2013)
- Ondřej Titěra (od roku 2014)